# یواس‌اس ساراتوگا (۱۸۴۲)
یواس‌اس ساراتوگا (۱۸۴۲) (به انگلیسی: USS Saratoga (1842)) یک کشتی بود که طول آن ۱۴۶ فوت ۴ اینچ (۴۴٫۶۰ متر) بود. این کشتی در سال ۱۸۴۲ ساخته شد.